# Julien Clerc
Julien Clerc, pseudonimo di Paul Alain Leclerc (Parigi, 4 ottobre 1947), è un cantautore francese.

## Discografia
- 1968, Yann et les dauphins.
- 1970, Des jours entiers à t'aimer
- 1971, Julien Clerc
- 1972, Liberté égalité ou la mort
- 1973, Julien
- 1974, Terre de France
- 1975, N°7
- 1976, A mon âge et a l'heure qu'il est
- 1978, Jaloux
- 1979, 36 Front populaire (comédie musicale)
- 1979, Emilie Jolie (collaborazione con Philippe Chatel)
- 1980, Clerc Julien
- 1980, Sans entracte
- 1981, Vendredi 13 (live à Lyon mars 1981)
- 1982, Femmes indiscrétion et blasphème
- 1983, Pantin 1983 (live)
- 1984, Aime-moi
- 1987, Les aventures à l'eau
- 1990, Fais-moi une place
- 1990, Pierre et le Loup de Prokofiev (voix off)
- 1991, Amours secretes...passions publiques
- 1992, Utile
- 1994, Olympia integral 94 (live)
- 1996, Julien
- 1997, Si on chantait (compilation)
- 1997, Le 4 octobre (live 4 octobre 1997) Concert to celebrate his 30-year music career in the Palais des Sports.
- 1998, Integrale 68–98
- 1999, Aimer (ses plus belles chanson d'amour) + Danser + Partir (compilations)
- 2000, Si j'étais elle
- 2002, Julien déménage électrique-acoustique (live 2cds)
- 2003, Studio (album de reprise 13 titres)
- 2005, Double Enfance
- 2006, 100 Chansons (compilation 5 CD)
- 2008, Où s'en vont les avions?
- 2011, Fou, Peut-être
- 2012, Julien clerc symphonique - À l'Opéra national de Paris - Palais Garnier (live)
- 2014, Partout la musique vient